# Dalbysjön, Södermanland
Dalbysjön är en våtmark, tidigare sjö i Flens kommun i Södermanland och ingår i Nyköpingsåns huvudavrinningsområde.